# Keke Rosberg
Keijo "Keke" Erik Rosberg (Solna, Svédország, 1948. december 6. –) finn autóversenyző, az 1982-es Formula–1 világbajnokság győztese. Fia Nico Rosberg, a 2016-os Formula–1 világbajnokság győztese, aki az év végi visszavonulása előtt a Mercedes csapatánál versenyzett a Formula–1-ben.

## Pályafutása

### A Formula–1 előtt
Keijo Erik Rosberg néven született a Stockholmhoz közeli Solnában (magát azért nevezte később Kekének, hogy nevét a média könnyebben megjegyezhesse), ugyanis finn szülei akkoriban a svéd fővárosban tanultak. Miután visszatértek Finnországba, édesapja állatorvos, édesanyja pedig vegyész lett, de mindketten indultak raliversenyeken.
Rosberg fogorvos vagy programozó akart lenni, de egyre jobban kezdte érdekelni a versenyzés. 1965-ben indult először autóversenyen. Ötször lett finn gokart-bajnok, 1973-ban pedig skandináv és európai bajnok, majd a Formula–V-ben és a Super V-ben indult, ahol 1975-ben a huszonegy versenyből tízet megnyert. 1978-ban öt földrész 41 versenyén vett részt 36 hétvégén keresztül. Ezenkívül versenyzett még az amerikai Fred Opertnak is, ötödik helyen végzett az európai Formula–2-ben, másodikként az Észak-amerikai Formula Atlantic sorozatban és egy hasonló autóban első lett a Formula csendes-óceáni szériájában.

### A Formula–1-ben

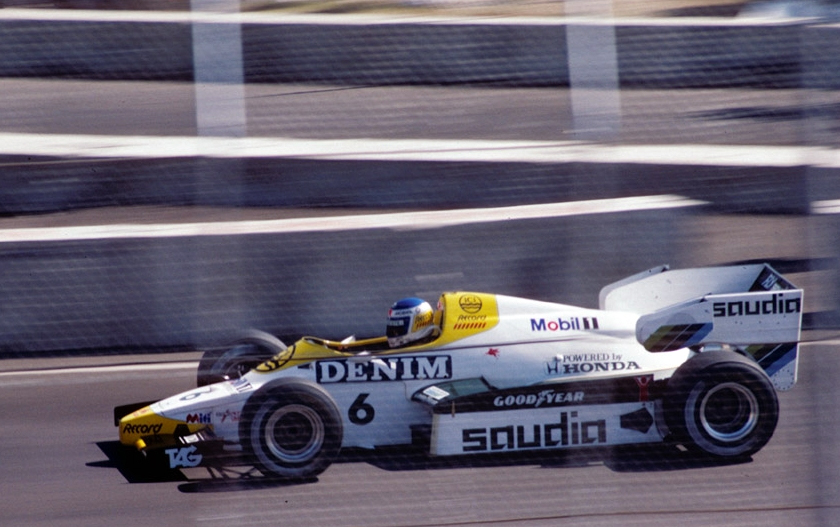
Rosberg az 1984-es amerikai nagydíjon a Williamsszel

A Formula–1-ben az 1978-as dél-afrikai nagydíjon debütált a Theodore Racing csapat pilótájaként, azonban a szezon során az ATS-nek is versenyzett. 1979-ben Walter Wolfnak írt alá, de csak az évad második felétől ülhetett autóba, James Hunt helyére, aki abban az évben vonult vissza a sportágtól. Két év és tizenhat nagydíj után Rosberg még nem szerzett pontot. 1980-ban 1981-ben Emerson Fittipaldi csapatához szerződött másodszámú versenyzőnek. A Fittipaldi Automotive-nél töltött két évad alatt összesen hat pontot szerzett, azt is mind 1980-ban, egy Argentínában elért harmadik, és az Ausztriában megszerzett ötödik helyezéssel, így Rosberg még mindig nagy sikerek nélkül maradt.

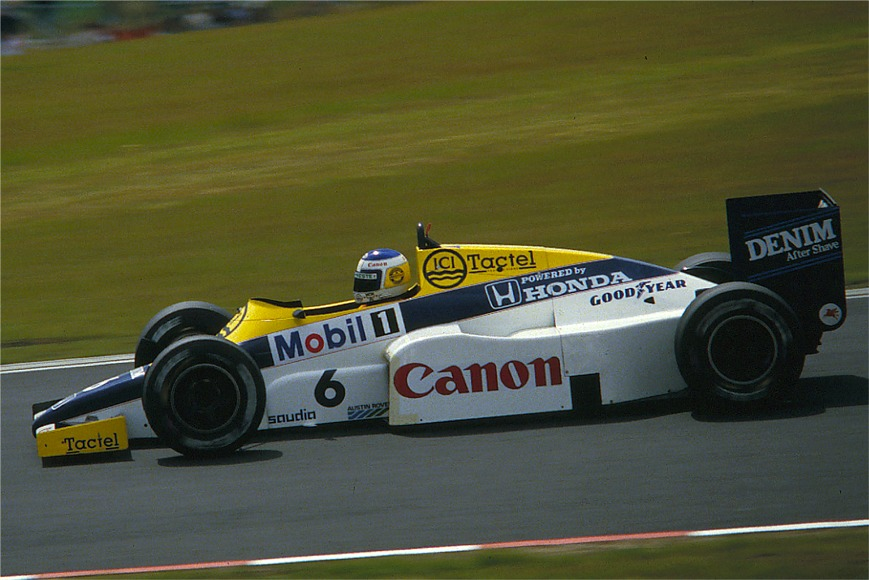
Az 1985-ös német nagydíjon

Miután Alan Jones 1981 végén bejelentette a Williamstől való visszavonulását, Keke Rosberg gyorsan és úgyszólván "tartalékként" került Frank Williams csapatába, ahol az argentin Carlos Reutemann-nal küzdöttek a világbajnoki cím eléréséért. Reutemann azonban két verseny után hirtelen elhagyta a csapatot, helyét egy verseny erejéig Mario Andretti vette át, majd a többi futamon az ír Derek Daly autózott helyette. 1982-ben, mindössze egy, a svájci nagydíjon szerzett győzelemmel világbajnok lett. Ezzel a teljesítvényével kiegyenlítette Mike Hawthorn rekordját, amit 1958 óta tartott. Teljesítménye alapján az év finn sportolójának választották.
A következő években Rosberg továbbra is a Williamsnél maradt, és további négy versenyt nyert meg. 1985-ben harmadik helyen végzett a világbajnoki pontversenyben. 1986-ban a McLaren színeiben a világbajnok Alain Prost mellett versenyzett, de nem tudta felvenni vele a harcot, így ő huszonkét pontjával a hatodik helyen érte el, csapattársa pedig megnyerte a bajnokságot.

### A Formula–1 után
1989-ben visszatért a versenyzői életbe, és részt vett a Spa-i 24 órás versenyen, valamint az ő közbenjárásának köszönhette JJ Lehto Formula–1-es bekerülését. Keke az 1990-es évek elején a Peugeot rendkívül versenyképes autóinak kulcsfigurája volt, de két, változatos sikereket maga mögött hagyó év után (két győzelem és egy sikertelen Le Mans-i 24 órás autóverseny) a Német Túraautó-bajnokságban (DTM) szerepelt a Mercedes és az Opel színeiben, valamint 1995-ben létrehozta saját csapatát, ő pedig az év végén visszavonult a versenyzéstől. A Formula BMW-ben, a német Formula–3-ban, a Formula–3 Euroszériában és az A1 GP-ben eltöltött időszak után a Rosberg-csapat 2006-ban két Audival visszatért a DTM-be.

## Teljes Formula–1-es eredménysorozata
(Táblázat értelmezése)

(Félkövér: pole-pozícióból indult; dőlt: leggyorsabb kört futott) 

| Év   | Csapat     | 1       | 2       | 3      | 4      | 5       | 6      | 7      | 8      | 9       | 10     | 11     | 12     | 13     | 14     | 15     | 16     | Csapat     | Helyezés | Pont |
| ---- | ---------- | ------- | ------- | ------ | ------ | ------- | ------ | ------ | ------ | ------- | ------ | ------ | ------ | ------ | ------ | ------ | ------ | ---------- | -------- | ---- |
| 1978 | Theodore   | ARG     | BRA     | RSA Ki | USW Nk | MON Nk  | BEL Nk | ESP Nk | SWE 15 | FRA 16  | GBR 17 | GER 10 | AUT Hn | NED Ki | ITA Nk | USE Ki | CAN Hn | ATS        | –        | 0    |
| 1979 | Wolf       | ARG     | BRA     | RSA    | USW    | ESP     | BEL    | MON    | FRA 9  | GBR Ki  | GER Ki | AUT Ki | NED Ki | ITA Ki | CAN Nk | USE Ki |        | Wolf       | –        | 0    |
| 1980 | Fittipaldi | ARG 3   | BRA 9   | RSA Ki | USW Ki | BEL 7   | MON Nk | FRA Ki | GBR Nk | GER Ki  | AUT 16 | NED Nk | ITA 5  | CAN 9  | USE 10 |        |        | Fittipaldi | 10.      | 6    |
| 1981 | Fittipaldi | USW Ki  | BRA 9   | ARG Ki | SMR Ki | BEL Ret | MON Nk | ESP 12 | FRA Ki | GBR Ki  | GER Nk | AUT    | NED Nk | ITA Nk | CAN Nk | LVS 10 |        | Fittipaldi | –        | 0    |
| 1982 | Williams   | RSA 5   | BRA Kiz | USW 2  | SMR    | BEL 2   | MON Ki | USE 4  | CAN Ki | NED 3   | GBR Ki | FRA 5  | GER 3  | AUT 2  | SUI 1  | ITA 8  | LVS 5  | Williams   | 1.       | 44   |
| 1983 | Williams   | BRA Kiz | USW Ki  | FRA 5  | SMR 4  | MON 1   | BEL 5  | USE 2  | CAN 4  | GBR 11  | GER 10 | AUT 8  | NED Ki | ITA 11 | EUR Ki | RSA 5  |        | Williams   | 5.       | 27   |
| 1984 | Williams   | BRA 2   | RSA Ki  | BEL 4  | SMR Ki | FRA 6   | MON 4  | CAN Ki | USE Ki | USA 1   | GBR Ki | GER Ki | AUT Ki | NED 8  | ITA Ki | EUR Ki | POR Ki | Williams   | 8.       | 20.5 |
| 1985 | Williams   | BRA Ki  | POR Ki  | SMR Ki | MON 8  | CAN 4   | USA 1  | FRA 2  | GBR Ki | GER 12† | AUT Ki | NED Ki | ITA Ki | BEL 4  | EUR 3  | RSA 2  | AUS 1  | Williams   | 3.       | 40   |
| 1986 | McLaren    | BRA Ki  | ESP 4   | SMR 5  | MON 2  | BEL Ki  | CAN 4  | USA Ki | FRA 4  | GBR Ki  | GER 5  | HUN Ki | AUT 9  | ITA 4  | POR Ki | MEX Ki | AUS Ki | McLaren    | 6.       | 22   |